# EPROM

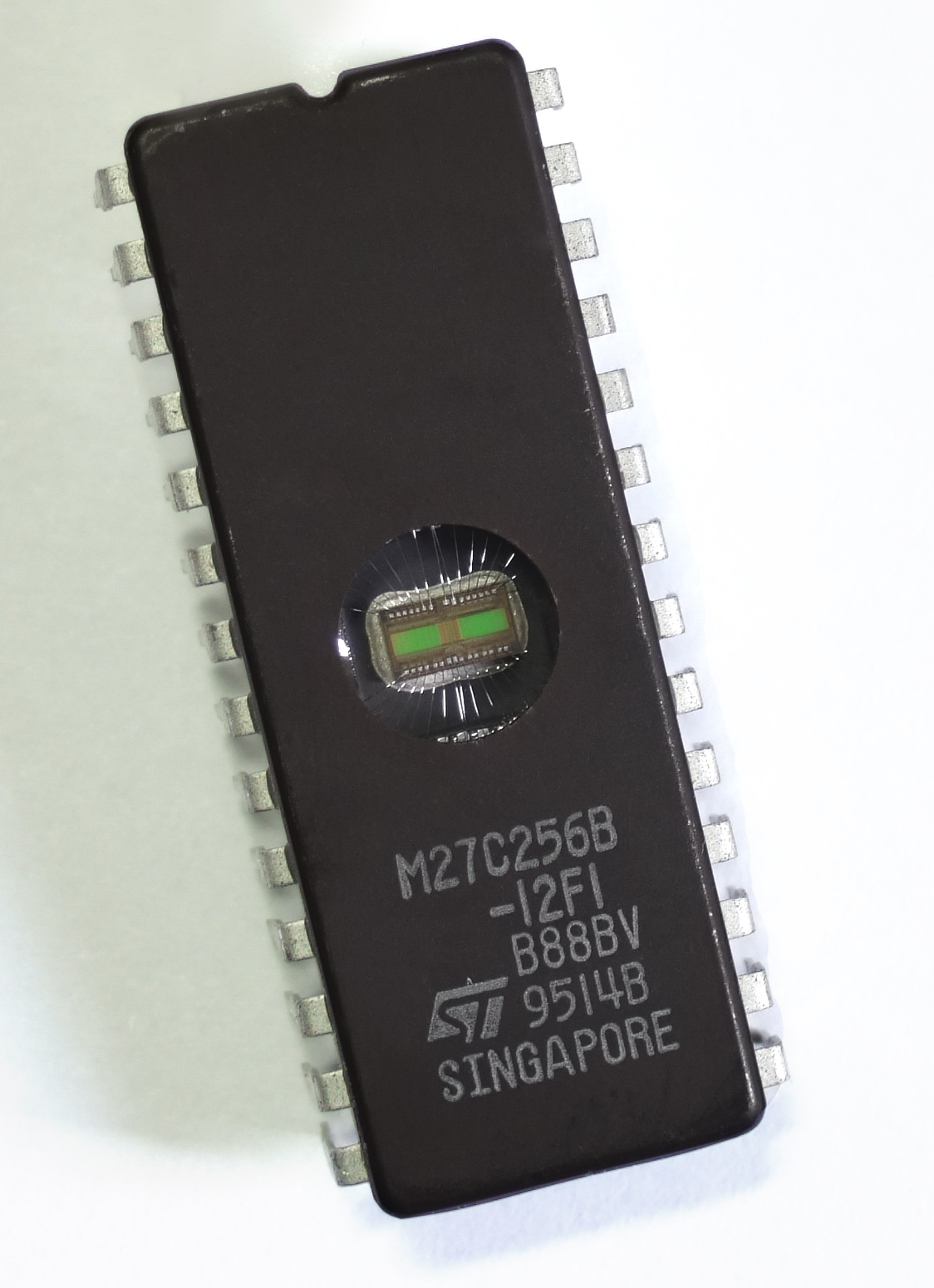
Układ EPROM 32 KB z wbudowanym okienkiem kwarcowym

EPROM (ang. Erasable PROM) – rodzaj pamięci cyfrowej w postaci układu scalonego, przechowującej zawartość także po odłączeniu zasilania. Wykorzystuje specjalnie skonstruowany tranzystor MOS z dwiema bramkami: sterującą, normalnie połączoną elektrycznie z resztą układu i bramką pamiętającą, odizolowaną od reszty układu.
Pamięć EPROM programowana jest przy pomocy urządzenia elektronicznego, które podaje na dren tranzystora napięcie wyższe niż normalnie używane w obwodach elektronicznych (nazwane Vpp (ang. programming voltage) i wynosi zwykle 25V np. Texas Instruments TMS2708, 21V np. Texas Instruments TMS2732A lub 12,5V np. STMicroelectronics M27C64A, w układach cyfrowych stosuje się napięcia 3,3-5 V), zdolne do chwilowego przebicia warstwy izolacyjnej wokół bramki pamiętającej. Programowanie układu polega na przebiciu cienkiej warstwy izolatora i wpuszczeniu do bramki pamiętającej określonego ładunku elektrycznego. Jego obecność na stałe zatyka tranzystor, niezależnie od stanu drugiej bramki. Skasowanie pamięci polega na odprowadzeniu ładunku z bramki.
Raz zapisana, pamięć EPROM może zostać skasowana jedynie przez wystawienie jej na działanie silnego światła (UV-EPROM) ultrafioletowego (wymagana długość fali: 253,7 nm), które jonizuje izolator umożliwiając odpłynięcie zgromadzonego ładunku lub elektrycznie (EEPROM). Pamięci EPROM wielokrotnego programowania można rozpoznać po przeźroczystym okienku ze szkła kwarcowego na górze układu, przez które widać kość krzemową i które umożliwia dostęp światła ultrafioletowego w razie konieczności skasowania. Istnieją wersje jednokrotnego programowania (OTP), które nie posiadają okienka kasowania, a układ krzemowy jest zamontowany w obudowie z tworzywa sztucznego. Istotną cechą tego rozwiązania jest znacznie niższa cena układu wynikająca z niższego kosztu samej obudowy.
Pamięć EPROM przechowuje dane przez około dziesięć do dwudziestu lat. Pozwala na około tysiąc cykli zapisu i dowolną liczbę cykli odczytu. Aby ochronić pamięć przed przypadkowym skasowaniem, okienko musi być zawsze zasłonięte.
W starszych płytach głównych pamięć EPROM wykorzystywana była do zapisu BIOS-u płyty. Okienko kości EPROM zakrywane było etykietką z nazwą producenta BIOS-u, numerem wersji i notką o prawach autorskich.
| Typ EPROMu                 | Rok  | Rozmiar – bity | Rozmiar – bajty | Długość (hex) | Ostatni adres (hex) |
| -------------------------- | ---- | -------------- | --------------- | ------------- | ------------------- |
| 1702, 1702A                | 1971 | 2 Kbit         | 256             | 100           | FF                  |
| 2704                       | 1975 | 4 Kbit         | 512             | 200           | 1FF                 |
| 2708                       | 1975 | 8 Kbit         | 1 KB            | 400           | 3FF                 |
| 2716, 27C16, TMS2716, 2516 | 1977 | 16 Kbit        | 2 KB            | 800           | 7FF                 |
| 2732, 27C32, 2532          | 1979 | 32 Kbit        | 4 KB            | 1000          | FFF                 |
| 2764, 27C64, 2564          |      | 64 Kbit        | 8 KB            | 2000          | 1FFF                |
| 27128, 27C128              |      | 128 Kbit       | 16 KB           | 4000          | 3FFF                |
| 27256, 27C256              |      | 256 Kbit       | 32 KB           | 8000          | 7FFF                |
| 27512, 27C512              |      | 512 Kbit       | 64 KB           | 10000         | FFFF                |
| 27C010, 27C100             |      | 1 Mbit         | 128 KB          | 20000         | 1FFFF               |
| 27C020                     |      | 2 Mbit         | 256 KB          | 40000         | 3FFFF               |
| 27C040, 27C400, 27C4001    |      | 4 Mbit         | 512 KB          | 80000         | 7FFFF               |
| 27C080                     |      | 8 Mbit         | 1 MB            | 100000        | FFFFF               |
| 27C160                     |      | 16 Mbit        | 2 MB            | 200000        | 1FFFFF              |
| 27C320, 27C322             |      | 32 Mbit        | 4 MB            | 400000        | 3FFFFF              |

EPROMy serii 1702 były wykonywane w technologii PMOS, serie 27x zawierające w nazwie C, są wykonane w technologii CMOS, a te bez litery C w technologii NMOS.